# 竹越
竹越（たけこし）は、愛知県名古屋市千種区の地名。現行行政地名は竹越一丁目及び竹越二丁目。住居表示実施。

## 地理
名古屋市千種区北東部に位置する。西は千代田橋二丁目、南は光が丘一丁目・宮根台一丁目、北は守山区、北東は香流橋一丁目に接する。

## 歴史

### 地名の由来
猪子石村の字竹越による。竹越は、竹藪が多くあったことによるという説と「岳の腰」（山の腰）が転じたという説がある。

### 沿革
- 1981年（昭和56年）10月25日 - 千種区猪高町大字猪子石および鍋屋上野町の一部により、同区竹越一丁目・同二丁目として成立[1]。
- 1983年（昭和58年）8月28日 - 猪高町大字猪子石原の一部を編入する[1]。

## 世帯数と人口
2019年（平成31年）1月1日現在の世帯数と人口は以下の通りである。
| 丁目       | 世帯数    | 人口    |
| ---------- | --------- | ------- |
| 竹越一丁目 | 757世帯   | 1,572人 |
| 竹越二丁目 | 336世帯   | 766人   |
| 計         | 1,093世帯 | 2,338人 |

### 人口の変遷
国勢調査による人口の推移
| 1980年（昭和55年） | 1,814人 | [ 4 ]     |  |
| 1985年（昭和60年） | 1,870人 | [ 4 ]     |  |
| 1990年（平成2年）  | 2,355人 | [ 5 ]     |  |
| 1995年（平成7年）  | 2,217人 | [ 6 ]     |  |
| 2000年（平成12年） | 2,268人 | [ WEB 6 ] |  |
| 2005年（平成17年） | 2,357人 | [ WEB 7 ] |  |
| 2010年（平成22年） | 2,351人 | [ WEB 8 ] |  |

## 学区
市立小・中学校に通う場合、学校等は以下の通りとなる。また、公立高等学校に通う場合の学区は以下の通りとなる。
| 丁目       | 番・番地等 | 小学校                   | 中学校               | 高等学校 |
| ---------- | ---------- | ------------------------ | -------------------- | -------- |
| 竹越一丁目 | 全域       | 名古屋市立千代田橋小学校 | 名古屋市立千種中学校 | 尾張学区 |
| 竹越二丁目 | 全域       | 名古屋市立千代田橋小学校 | 名古屋市立千種中学校 | 尾張学区 |

## 施設
- 岐阜信用金庫香流橋支店[2]
- 真宗大谷派大応寺[2]
- 竹越公園[2]

1972年（昭和47年）6月28日供用開始。
- 小原橋緑地[2]

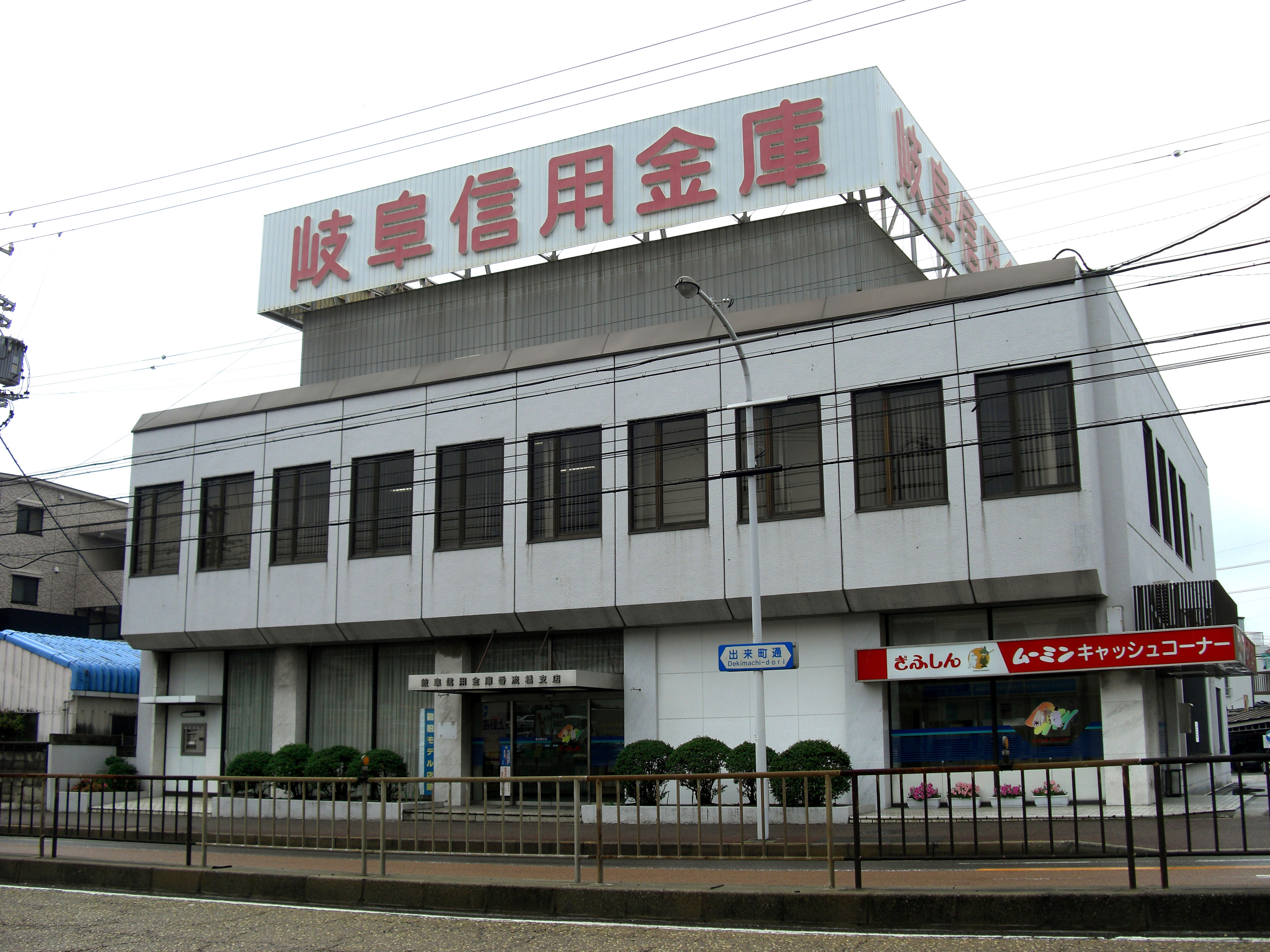
岐阜信用金庫香流橋支店（2008年6月）

## 交通
- 基幹バス - 竹越バス停[注釈 1]
  - 東行き：引山・三軒家方面
  - 西行き：栄・名古屋駅（名鉄バスセンター）方面
- 愛知県道215号田籾名古屋線（出来町通）

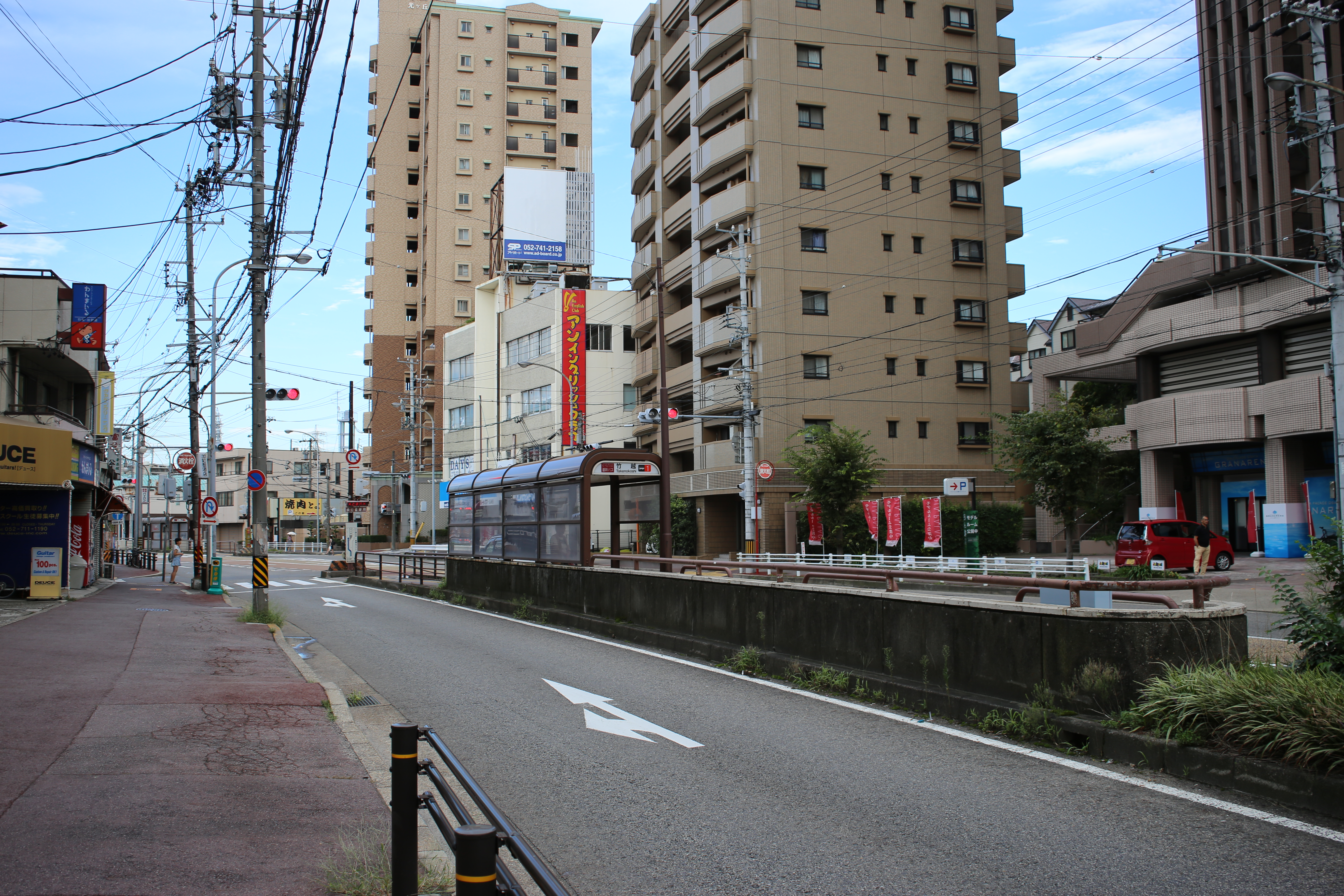
基幹バス竹越停留所（2015年9月）

## その他

### 日本郵便
- 郵便番号 : 464-0007[WEB 3]（集配局：千種郵便局[WEB 12]）。